# Itholoke
Itholoke är en ort (village) i distriktet Southern i södra Botswana. 